# João Bosco Nonato Fernandes
João Bosco Nonato Fernandes (Uiraúna, 8 de agosto de 1955) é um médico e político brasileiro, filiado ao PSDB. É médico generalista formado pela Universidade Federal do Rio Grande do Norte.

## Carreira política
Em 1988 filiou-se ao PMDB para ser candidato a prefeito pela primeira vez em Uiraúna. Porém, não consegue se eleger por uma diferença de 275 votos.
Em 1992, pelo PMDB, foi eleito prefeito de Uiraúna com 5 583  votos. Em 1996, apoiou o ex-vereador Francisco Vieira da Silva para ser seu sucessor, que perde a eleição com uma diferença de 256 votos.
Em 2000, foi eleito pela segunda vez, ainda no PMDB, recebendo 4.127  votos. Em 2002, filiou-se ao PSDB. Em 2004, reelegeu-se, obtendo 5 014 votos. Em 2008, apoiou a candidatura de Glória Geane de Oliveira Fernandes do PSDB para suceder-lhe.
Em 2011, filiou-se ao PSB a convite do governador Ricardo Coutinho. Em 2012, foi eleito pela quarta vez para a Prefeitura uiraunense, obtendo 4 897 votos, 53,03% dos votos válidos.
Em 2016, retornou para o PSDB, sendo reeleito com 5 267 votos, 56,73% dos votos válidos.